# Normal
Ein Normal ist ein metrologischer Vergleichsgegenstand, ein Vergleichsmaterial oder ein genaues Messgerät, der bzw. das bei einer Messung verwendet wird oder zur Kalibrierung anderer Messgeräte dient. Normale bilden eine Kalibrierhierarchie, innerhalb derer nach unten die Genauigkeit zwangsläufig abnimmt. An der Spitze der Kalibrierhierarchie stehen meist nationale oder internationale Normale, die gleichzeitig Primärnormale sind. Als Primärnormale bezeichnet man solche Normale, die die höchsten Anforderungen erfüllen. Dies bedeutet die fundamentale Realisierung einer Einheit entsprechend der gültigen internationalen Definition mit der nach dem aktuellen Stand der Technik niedrigstmöglichen Unsicherheit. Im gesetzlichen Messwesen sind nationale oder internationale Normale gesetzlich verbindliche Grundlagen für die entsprechende physikalische Größe.
Durch diese Struktur wird erreicht, dass die Einheiten des internationalen Einheitensystems (SI) weltweit konsistent (im Rahmen der Messunsicherheiten) verfügbar sind.  
Werden an einem Ort häufig Normale verwendet, werden sie hier ebenfalls hierarchisch eingesetzt. Routinemäßig benutzte Gebrauchsnormale werden dann regelmäßig durch ein Bezugsnormal kalibriert. Gegebenenfalls geschieht dies auch über Zwischenstufen, deren Normale dann Normale höherer (zweiter, dritter) Ordnung sind. Diese Messmittelüberwachung dient der Qualitätssicherung. Auch Bezugs- oder Werknormale müssen weiter auf die nationalen Normale zurückgeführt werden. Dazu dienen Kalibrierdienste und Dienstleistungen metrologischer Institute. Auch hier wird in der Regel jeweils wieder mit Gebrauchs- und Bezugsnormalen gearbeitet, die auf höchster Ebene zugleich Sekundär- bzw. Primärnormale sind.
Normale können sein:
- Maßverkörperungen, auch als Etalon bezeichnet,
- Messgeräte,
- Messsysteme oder
- Referenzmaterial

und sollen die jeweilige Einheit (bzw. einen oder mehrere Größenwerte) festlegen, verkörpern, bewahren oder reproduzieren.

## Beispiele
- Endmaße als Längennormale
- Widerstände als elektrische Widerstandsnormale
- Ausgangssignal einer Cäsium-Atomuhr oder Wasserstoffmaser als Zeitnormal
- Gewindelehren
- Masse-Normale als Maßverkörperungen, je nach Genauigkeit z. B. aus Gusseisen, Messing oder korrosionsbeständigem Stahl mit unterschiedlichen Nennwerten oder aus Platin-Iridium als 1-kg-Normale